# Regina Halmich
Regina Halmich es una boxeadora alemana, nació el 22 de noviembre de 1976 en Karlsruhe, Baden-Württemberg, Alemania, es muy conocida por popularizar el boxeo femenino en Europa, además hasta el día de hoy es una personalidad de televisión.

## Carrera amateur
Regina fue campeona alemana de Kickboxing en 1992, 1993 y 1994, ese mismo año también ganó el título europeo.

## Carrera profesional
Como una profesional, ella ha boxeado en peso mosca, peso gallo y divisiones de peso de pluma. Halmich ha sido el campeona mundial de la WIBF. Hizo su estreno profesional el 4 de marzo de 1994, en su ciudad natal de Karlsruhe, derrotando Fienie Klee de Países Bajos. Defendió su título de peso mosca con la victoria sobre Delia González, Yvonne Caples y numerosas otras, con sólo con un empate contra Elena Reid. Regina también afrontó a Daisy Lang, contra quien ella ganó en una lucha para el título de peso mosca de la WIBF.
El 15 de enero de 2005, derrotó Marylin Hernández por una decisión unánime de los jueces en diez asaltos, defendiendo el título de Peso mosca mundial. El 16 de abril de 2005 también derrotó a Hollie Dunaway en diez asaltos defendiendo su título. En su 50.ª lucha profesional, defendió el título contra María Jesús Rosa de España. Ella ahora sostiene el título durante más de diez años. En diciembre de 2005 ganó contra Elena Reid. El 9 de septiembre de 2006 ganó su 53.ª pelea profesional, derrotando Ria Ramnarine de Trinidad y Tobago por nocaut en el sexto asalto. Regina registró 53 triunfos, 1 derrota y 1 empate.